# Al-Qaiqan-Moschee

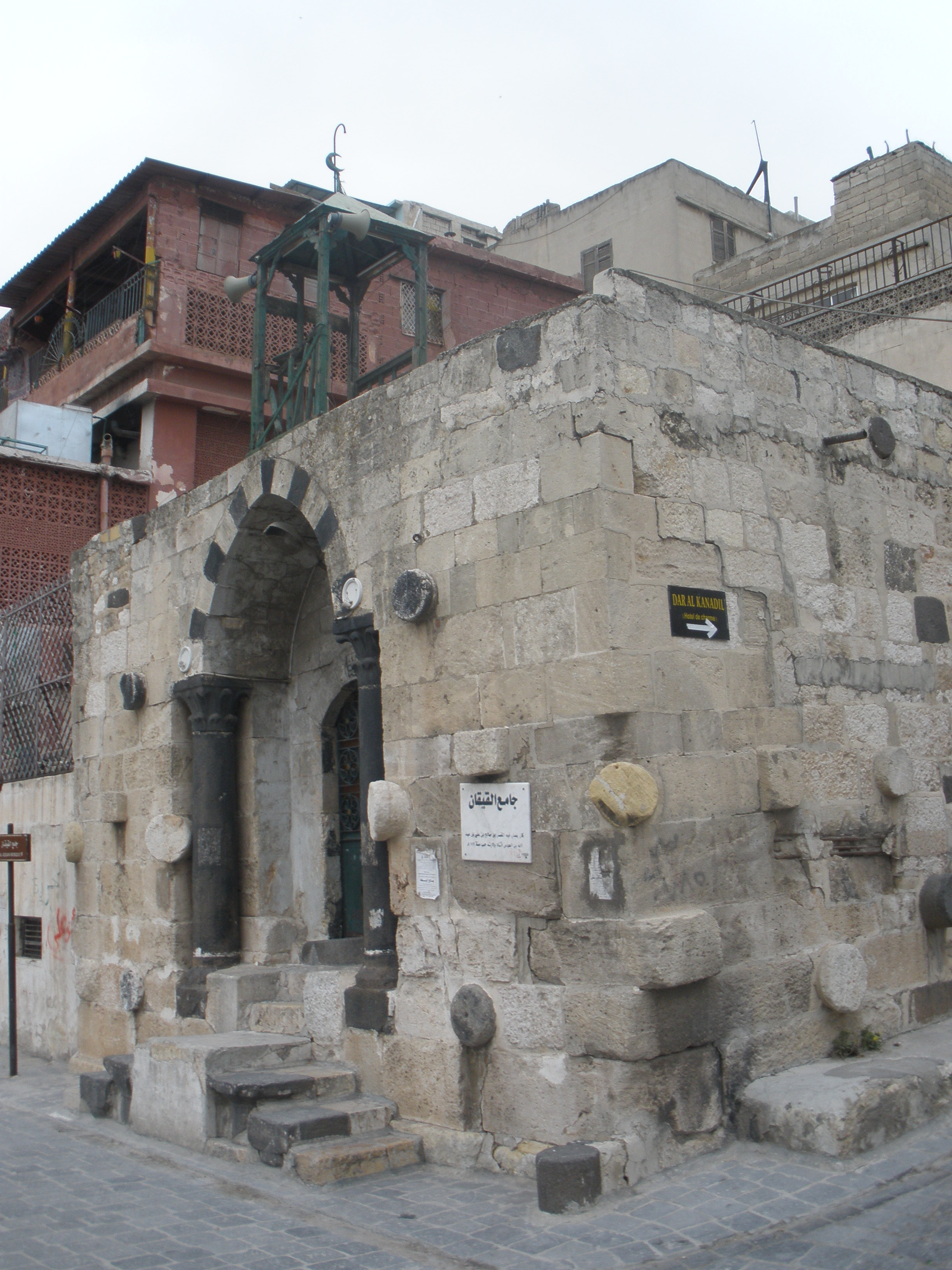
Blick auf die Südwestecke der al-Qaiqan-Moschee in Aleppo

Die al-Qaiqan-Moschee, deutsch Krähenmoschee (arabisch جامع القيقان, DMG Ǧāmiʿ al-Qaiqān), ist eine der ältesten existierenden Moscheen in Aleppo in Syrien.
Die Moschee liegt nördlich des Antiochia-Tors im Viertel al-Aqaba gelegene Moschee westlich der Omajjadenmoschee in der Altstadt von Aleppo. Der Hügel Tell Aqaba, auf dem das Viertel liegt, gehört zu den ältesten besiedelten Gebieten Aleppos. Der Moscheebau stammt aus dem 12. Jahrhundert.
Vom Eingang auf der Westseite kommt man in einen kleinen Innenhof mit Brunnen, von dort in eine Gebetshalle. Im Obergeschoss gibt es einen Raum, den laut einer Inschrift links neben dem Portal Dschamal-ad-Din hat errichten lassen. Der Portalbogen weist den typisch syrischen Wechsel von schwarzen und hellen Steinen (Ablaq) auf. Teile von alten Säulenschäften und Quader sind als hervorstehende Spolien in die Portalfassade und die Stirnseite der Portaltreppe eingelassen. Es wird vermutet, dass sie einem hethitischen Tempel entstammen, der an dieser Stelle gestanden haben könnte. Aleppo stand mehrfach unter hethitischer Herrschaft und wurde in der zweiten Hälfte des 14. Jahrhunderts v. Chr. Sitz einer Sekundogenitur Šuppiluliumas I. unter dessen Sohn Telipinu. Dieser ist erwähnt auf einer Inschriftenspolie in der südlichen Außenmauer der Krähen-Moschee. An der südlichen Außenmauer ist außerdem eine Spolie in Form einer Tabula ansata eingelassen.

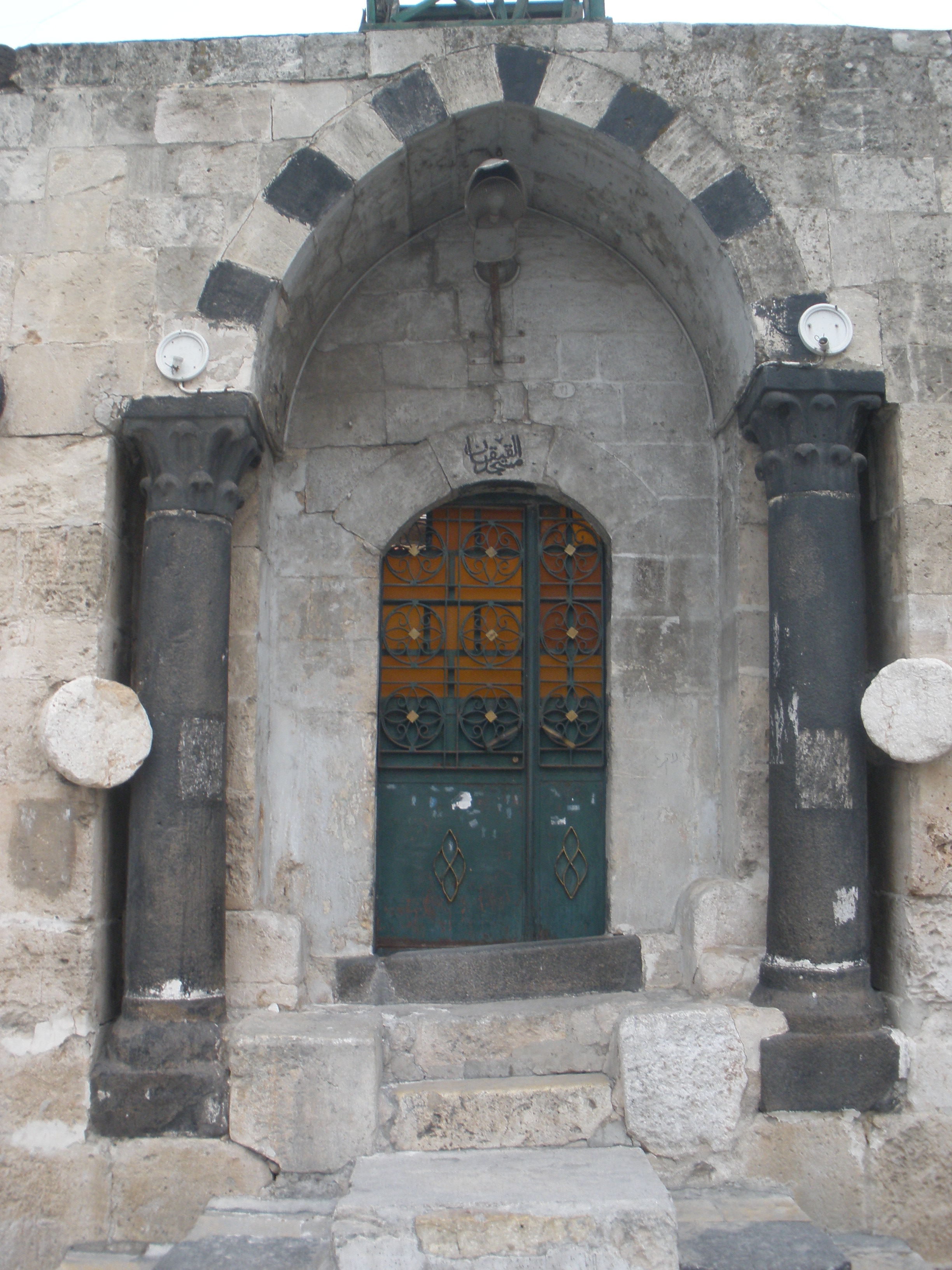
Portal der al-Qaiqan-Moschee in Aleppo
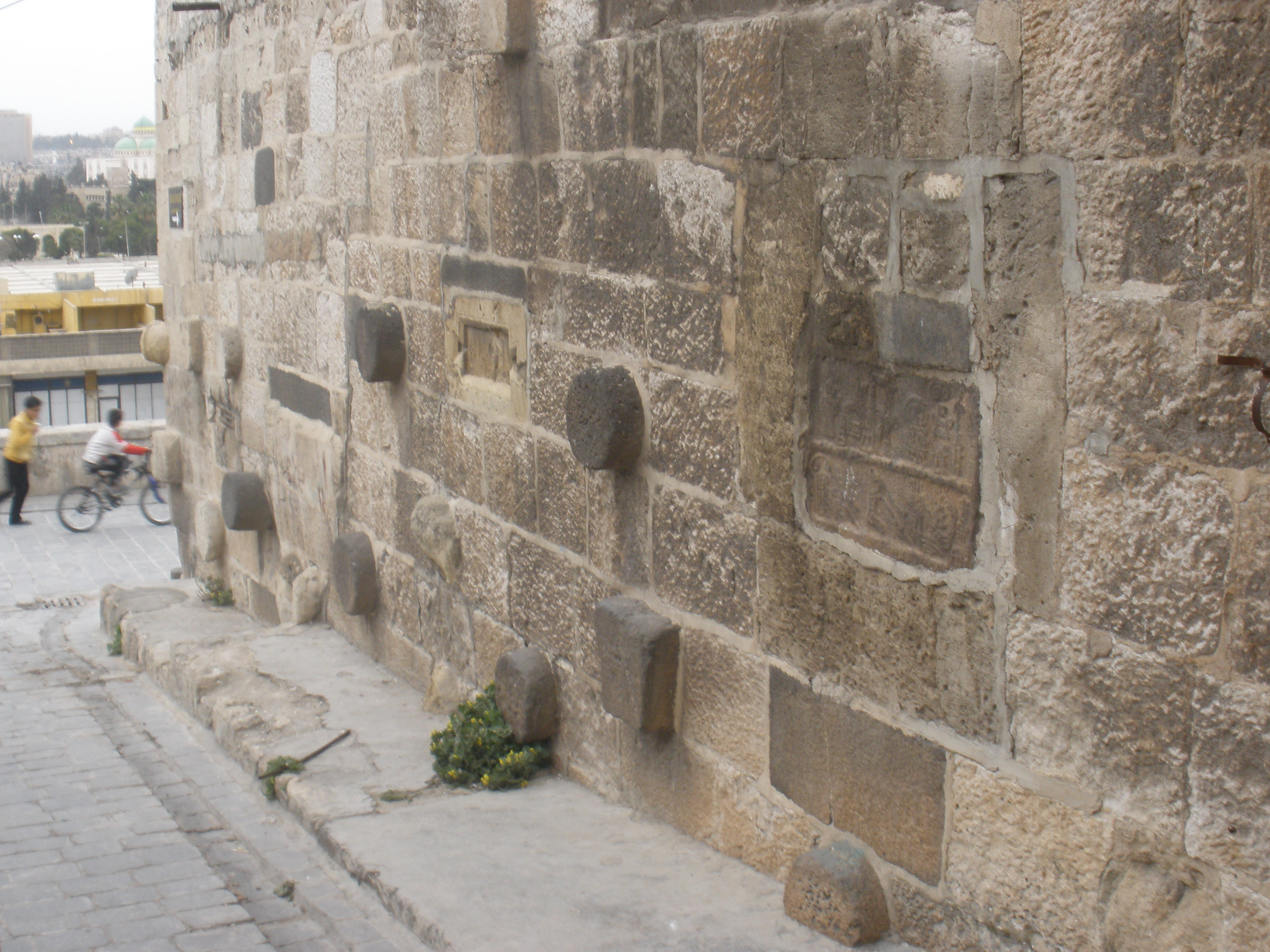
Südmauer der al-Qaiqan-Moschee Aleppo, Blick nach Westen

## Hethitische Inschriftenspolie in der Außenmauer

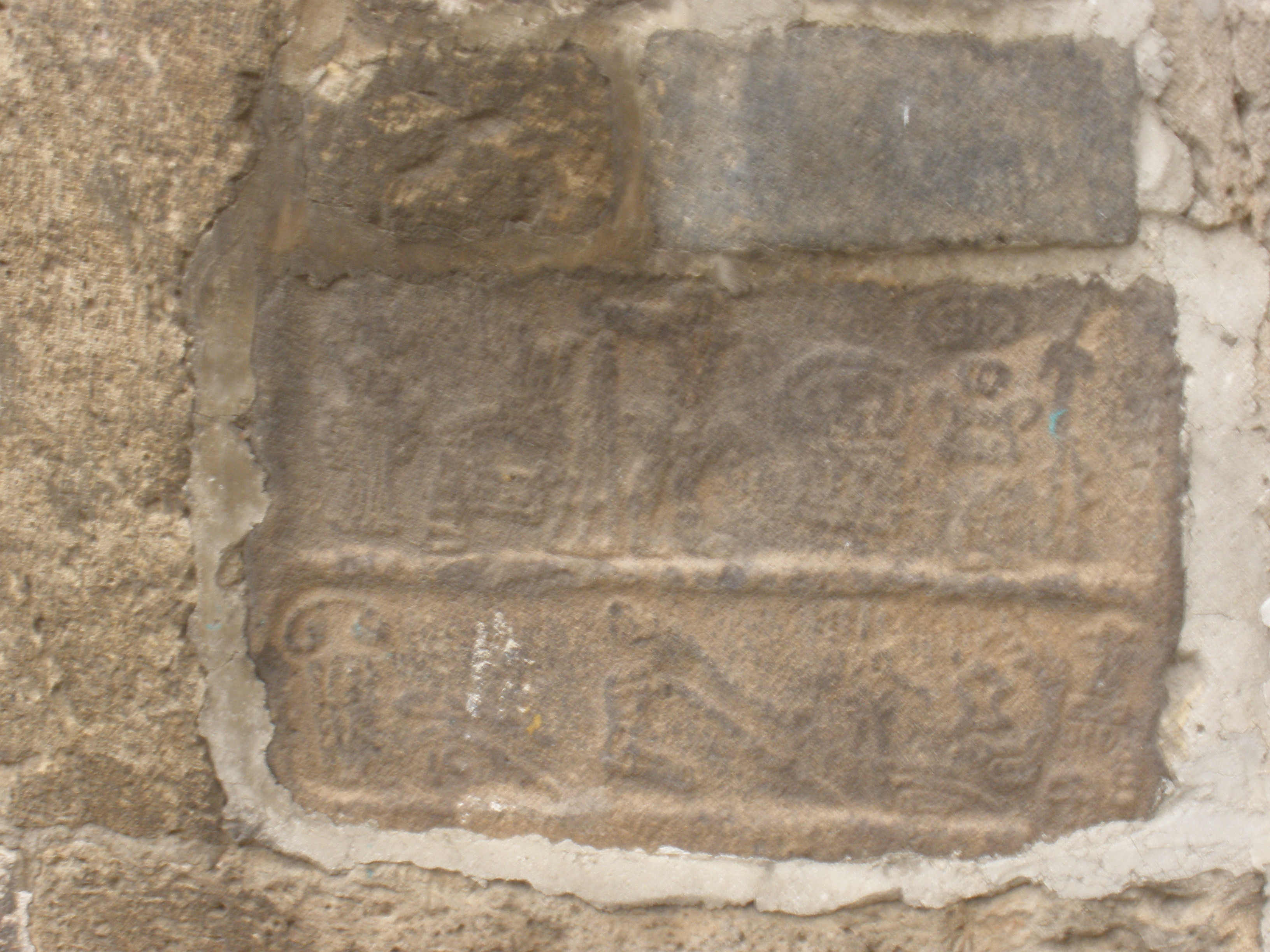
Hethitische Inschrift in der Südmauer der al-Qaiqan-Moschee von Aleppo

In die südlichen Außenmauer der Moschee ist eine der ganz wenigen hethitischen Bauinschriften, die in Syrien bekannt sind, als Spolie eingelassen. Der Text in Hieroglyphen-Luwisch lautet: „Eine Darbietung dem Gott Hepat-Šarrumma von Talmi-Šarruma, Sohn des Telipinu, dem großen Priester, König von Aleppo.“ Ob die Inschrift von einem Tempel an genau dieser Stelle stammt, ist wissenschaftlich nicht gesichert.